# Equatoria Centrale
L'Equatoria Centrale (in arabo الاستوائية الوسطى ‎?, al-Istiwāʾiyya al-Wusṭā) è uno dei dieci Stati del Sudan del Sud. La capitale è Giuba, al contempo capitale del Sudan del Sud.
In precedenza chiamata Bahr al-Jabal (in arabo: بحر الجبل, Fiume dei Monti), ha assunto la denominazione di Equatoria Centrale nel 2005. È entrata a far parte della Repubblica del Sudan del Sud il 9 luglio 2011, dopo la secessione dal Sudan; è stato soppresso a seguito della nuova ripartizione territoriale stabilita nel 2015, ma ripristinato con la suddivisione amministrativa del 2020.
Lo Stato è attraversato dal Nilo Bianco e, con una superficie di 43 033 km², è il penultimo Stato del Paese per superficie, seguito solo da Bahr al-Ghazal Settentrionale.

## Geografia antropica

### Suddivisioni amministrative

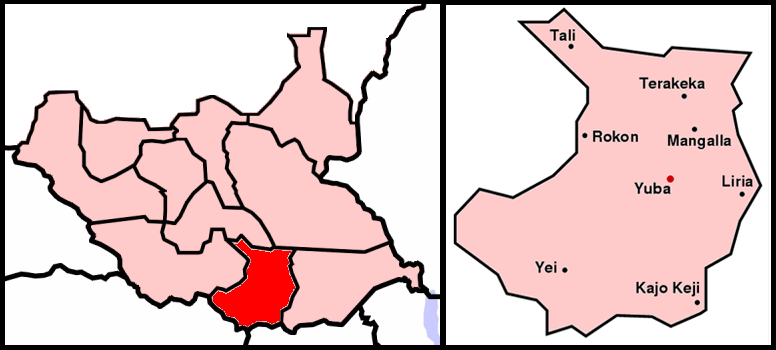
Lo Stato dell'Equatoria Centrale con alcune delle sue città principali

L'Equatoria Centrale è suddivisa in sei contee:
- Contea di Giuba
- Contea di Lainya
- Contea di Morobo
- Contea di Terekeka
- Contea di Yei
- Contea di Kajo Keji

Importanti città dell'Equatoria Centrale sono Giuba, Kajo Keji, Liria, Mangalla, Rokon, Tali, Terekeka, Yei, Gemaiza, Tombek, Tindilo, Muni, Rejong e Dimo.

## Società

### Evoluzione demografica
Le tribù principali dell'Equatoria Centrale sono i Bari, i Pojulu, i Kakwa, i Kaliko, i Kuku, i Lugbara, i Nyangwara, i Makaraka e i Lulubo. Sono presenti anche tribù di minore importanza che includono i Nyepo, nel Nord della Contea di Kajo Keji, e i Lokoya.
Secondo l'Ufficio Ministeriale per le informazioni sul Folklore dell'Equatoria Centrale, la tribù più grande dello è quella dei Bari. Alcune delle tribù elencate sopra, parlano la lingua Kutuk, anche se varia da zona a zona. I primi componenti di queste tribù erano tutti pastori, ma con il passare del tempo alcuni adottarono l'agricoltura. Gli agricoltori dei Kuku, dei Kakwa, dei Pojulu, dei Lokoya, dei Lulubo, dei Ngangware, dei Kalico e dei Nyepo coltivano il mais, la manioca, la patata dolce, il sorgo, le arachidi e i fagioli. Praticano l'allevamento bovino, caprino e ovino. Queste tribù hanno due raccolti ogni anno, il primo a giugno o a luglio e il secondo a novembre o a dicembre.
L'unica tribù che non crede nell'animismo è la tribù dei Direr o dei Nubi, che professa l'Islam.